# Środek żywienia zwierząt
Środek  żywienia zwierząt – zespół składników pokarmowych mających na celu zaspokojenie wymagań pokarmowych zwierząt w zależności od ilości, jakości i postaci pokarmu odpowiednio do ich użytkowości.Celem ustawy z 1939 r. było zapewnienie zwierzętom karmy zdrowej, świeżej, różnorodnej i tereściwej, poprzez system kontroli poszczególnych ogniw odpowiedzialnych za żywienie zwierząt.

## Ustawa o środkach żywienia zwierząt z 1939 r.
Na podstawie ustawy z 1939 r. o nadzorze nad niektórymi środkami żywienia zwierząt ustanowiono regulacje prawne dotyczące procedur wytwarzania i kontroli środków żywienia zwierząt.
Nadzór na wykonaniem ustawy   poruczono Ministrowi Rolnictwa i Reform Rolnych.

### Występujące środki żywienia zwierząt
Ustawa z 1939 r. obejmowała następujące środki żywienia zwierząt
- otrąb, śruty, makuch i mączek pochodzenia roślinnego i zwierzęcego (pasz);
- środków chemicznych i roślinnych, deklarowanych przez wprowadzających je do obrotu jako dodatki do pasz, jeżeli nadzoru nad obrotem tymi środkami nie unormują odrębne przepisy;
- mieszanek wytworzonych zarówno z mieszania środków żywienia,  jako też z mieszania tych środków z innymi środkami żywienia zwierząt.

### Zakaz wprowadzania do obrotu
Nie wolno było wprowadzać do obrotu:
- pasz zepsutych;
- pasz zawierających większą procentową ilość zanieczyszczeń i domieszek szkodliwych dla zdrowia zwierząt,
- pasz z mniejszą procentową ilość składników odżywczych, istotnych dla danej paszy,
- większą procentową ilość wody,
- paszy zawierającej bezwartościowe domieszki, obce dla danej paszy, choćby domieszki te nie były dla zdrowia zwierząt szkodliwe i przez dodanie ich ilość składników odżywczych nie zmniejszyła się poniżej normy.

### Uprawnienia organów nadzorczych
Nadzór na jakością środków żywienia zwierząt należał do wojewódzkich i powiatowych władz administracji ogólnej. Minister Rolnictwa i Reform Rolnych ustalał zasady wykonywania nadzoru.
Organa władzy wykonywającej czynności nadzorcze miały prawo:
- wstępu do wszelkich pomieszczeń przedsiębiorstw, zajmujących się produkcją lub wprowadzaniem do obrotu środków żywienia zwierząt;
- przeglądania ksiąg handlowych oraz wszelkiego rodzaju ksiąg gospodarczych, dokumentów i zapisków, jak również czynienia z nich odpisów, jeżeli to jest niezbędne w związku z wykonywaniem nadzoru;
- pobierania bezpłatnie próbek środków żywienia zwierząt, potrzebnych do przeprowadzenia analizy.

## Zarządzenie z 1950 r.
Na podstawie zarządzenia Ministra Rolnictwa i Reform Rolnych z  1950 r. w sprawie nadzoru nad niektórymi środkami żywienia zwierząt określono cechy zepsucia.
Za pasze zepsute uważano pasze, które miały niewłaściwy dla nich smak, woń lub wygląd wskutek:
- procesów fermentacyjnych,
- procesów gnilnych w paszy lub surowcu, użytymi do wyrobu paszy,
- nadmiernego dla danego rodzaju paszy zjełczenia,
- porażenia paszy grzybkami,
- opanowanie paszy roztoczami,
- stęchłości,
- zmian wywołanych stosowaniem zbyt wysokiej temperatury przy wyrobie technicznym,
- innych podobnych przyczyn.

W  zarządzeniu Ministra Rolnictwa i Reform Rolnych określono:
- dopuszczalna procentowa ilość zanieczyszczeń i domieszek,
- procentowa zawartość składników odżywczych istotnych w paszy wprowadzonych do obrotu,
- dopuszczalny procent zawartości wody,
- sposoby opakowania i napisy na opakowaniu,
- sposoby pobierania próbek,
- zasady wykonywania nadzoru nad paszami.

### Nadzór na środkami
Nadzór nad środkami żywienia zwierząt sprawowały organy wojewódzkich rad narodowych i powiatowych rad narodowych. Organy powyższe miały prawo wstępu do wszystkich magazynów, składów, pomieszczeń, w których znajdowały się środki żywienia zwierząt.

## Zarządzenie z 1960 r.
Na podstawie zarządzenia Ministrów Przemysłu Spożywczego i Skupu oraz Ministra Rolnictwa z 1960 r. w sprawie zlecenia Inspekcji Zbożowej nadzoru nad środkami żywienia zwierząt zlecono Inspekcji Zbożowej nadzór nad środkami żywienia zwierząt. Zarządzenie pozostawało w związku z ustawą z 1952 r. o Inspekcji Zbożowej.
Przedmiotem działania Inspekcji Zbożowej w zakresie nadzoru nad środkami żywienia zwierząt była:
- inspekcja skupu, produkcji oraz zbytu pasz w zakresie składowania, przetwórstwa i transportu,
- badanie i określenie jakości pasz.

## Ustawa z 2001 r.
Na podstawie ustawy z 2001 r. o środkach żywienia zwierząt określono zasady wytwarzania i stosowania środków żywienia zwierząt, zasady sprawowania nadzoru przez Inspekcję Weterynaryjną i Inspekcję Jakości Handlowej Artykułów Rolno-Spożywczych.
Środki żywienia zwierząt powinny być właściwej jakości, dostosowane do potrzeb żywieniowych zwierząt, dla których są przeznaczone i nie mogą szkodliwie wpływać na zdrowie zwierząt.

### Zakaz wprowadzania do obrotu
Zabrania się wytwarzania, wprowadzania do obrotu i stosowania w żywieniu zwierząt:
- substancji o działaniu hormonalnym, tyreostatycznym i beta- agonistycznym,
- w wypadku zwierząt gospodarskich- materiałów paszowych zawierających źródło białka, pochodzących z tkanek zwierząt,
- pasz zawierających substancje niepożądane w ilości przekraczającej dopuszczalną ich zawartość,
- pasz zepsutych, w szczególności o zmienionym smaku, zapachu i wyglądzie, w wyniku procesów fermentacyjnych, gnilnych i innych, spowodowanych działaniem drobnoustrojów, grzybów, roztoczy, temperatury, światła, wilgotności i upływu czasu.

### Nadzór nad środkami
Nadzór nad wytwarzaniem i stosowaniem środków żywienia zwierząt oraz nad obrotem nimi sprawują Inspekcja Weterynaryjna i Inspekcja Jakości Handlowej Artykułów Rolno-Spożywczych.

### Inspekcja Weterynaryjna
Inspekcja Weterynaryjna działa w zakresie:
- warunków weterynaryjnych w zakresie zwalczaniu chorób zakaźnych zwierząt, badaniu zwierząt rzeźnych i mięsa,
- mikrobiologicznej oceny oraz zawartości substancji niepożądanych,

Główny Lekarz Weterynarii prowadzi ewidencję przedsiębiorców prowadzących działalność gospodarczą w zakresie wytwarzania środków żywienia zwierząt oraz obrotu nimi, a także podmiotów wytwarzających mieszanki paszowe.

### Inspekcja Jakości Handlowej Artykułów Rolno-Spożywczych
Inspekcja Jakości Handlowej Artykułów Rolno-Spożywczych działa w zakresie:
- wartości pokarmowej środków żywienia zwierząt,
- zawartości substancji niepożądanych pochodzenia roślinnego lub substancji pochodzenia roślinnego,
- wymagań technicznych i organizacyjnych obowiązujących w zakresie wytwarzania i wprowadzania do obrotu środków żywienia zwierząt,
- prawidłowego oznakowania środków żywienia zwierząt wprowadzanych do obrotu.